# Johannes Wolf
Johannes Adolf Boje Wolf (1. december 1890 i Aarhus – 3. december 1959 i Hillerød) var en dansk slotsforvalter og ritmester, gift med Lise Wolf.

## Biografi
Han var søn af oberstløjtnant H.E. Wolf (død 1951) og hustru Andrea f. Boje (død 1925), blev student fra Metropolitanskolen 1908, premierløjtnant 1911, var lærer ved Hærens Rideskole 1919-20 og 1923-26, blev ritmester 1920, var chef for rytterstyrken i Tønder 1921-23, eskadronchef 1926-32, leder af Hærens Rideskole 1932-38, skoleofficer ved Hærens Officersskole 1938-42 og fik derefter afsked af linjen. Han var inspektør ved Dansk Tarifforening 1939-43, sekretær i Foreningen til den ædle Hesteavls Fremme 1943 og blev samme år udnævnt til slotsforvalter på Fredensborg Slot, hvilket Wolf var til sin død 1959.
Han deltog, dels som aktiv konkurrence-og væddeløbsrytter, dels som formand og bestyrelsesmedlem i forskellige rideklubber; næstformand i Dansk Ride Forbund 1940-42; medlem af bestyrelsen for Foreningen til Dyrenes Beskyttelse i Danmark 1945 og for foreningen Nordens lokalafdeling 1946; tildelt Dansk Idrætsforbunds ærestegn 1936. Han var Ridder af Dannebrog, Dannebrogsmand, bar Hæderstegnet for god tjeneste ved Hæren og Den Islandske Falkeorden.
Wolf har skrevet: Den militære Rideinstruktion (1939) og (sammen med ritmester J. Rantzau) den hippologiske bog Er du Kusk, saa husk.
Han blev gift 8. maj 1934 med Lise Lambrethsen, datter af kontorchef i Landmandsbanken L.M. Lambrethsen (død 1937) og hustru Valborg f. Olsen.
Wolf er begravet på Frederiksberg Ældre Kirkegård.